# Ismail Omar Guelleh
Ismaïl Omar Guelleh (n. 1947) és el president de Djibouti des del 8 de maig de 1999. Ell va succeir el seu oncle, Hassan Gouled Aptidon.
El 4 de febrer de 1999, Hassan Gouled Aptidon va anunciar que no anava disputar a un altre mandat, i un congrés extraordinari del partit va escollir Guelleh com a candidat. Ell va ser elegit amb 74,02% dels vots a l'abril i va assumir el càrrec el 9 de maig de 1999.
L'octubre de 2004 novament va ser escollit com a candidat. Sense opositors, va ser triat amb 100% dels vots el 8 d'abril de 2005.